# Савин, Павел Игоревич
Павел Игоревич Савин (род. 23 января 1994 года, Бугуруслан) — российский легкоатлет, специализирующийся в беге на 400 метров. Двукратный чемпион России (2014, 2016).

## Биография
Павел Игоревич Савин родился 23 января 1994 года в Бугуруслане. Начал заниматься лёгкой атлетикой в 2009 году. Тренировался в детско-юношеской спортивной школа в Бугуруслане под руководством Евгения Мельникова, затем в тюменской «ЦСП72» у Анатолия Крауса и Александра Сивченко. Чемпион Европы среди юниоров 2013 года. Многократный призёр чемпионатов России.

## Основные результаты

### Международные
| Год  | Соревнования                   | Место проведения | Дисциплина   | Место | Результат |
| ---- | ------------------------------ | ---------------- | ------------ | ----- | --------- |
| 2013 | Чемпионат Европы среди юниоров | Риети, Италия    | эст. 4×400 м | 1     | 3:04,87   |
| 2015 | Чемпионат Европы в помещении   | Прага, Чехия     | эст. 4×400 м | 4     | 3:08,00   |

### Национальные
| Год  | Соревнования                 | Место проведения | Дисциплина   | Место | Результат |
| ---- | ---------------------------- | ---------------- | ------------ | ----- | --------- |
| 2014 | Чемпионат России             | Казань           | эст. 4×400 м | 1     | 3:06,32   |
| 2015 | Чемпионат России в помещении | Москва           | 400 м        | 3     | 47,07     |
| 2016 | Чемпионат России             | Чебоксары        | 400 м        | 5     | 47,34     |
| 2016 | Чемпионат России             | Чебоксары        | эст. 4×400 м | 1     | 3:06,52   |
| 2017 | Чемпионат России в помещении | Москва           | 400 м        | 3     | 47,67     |
| 2017 | Чемпионат России в помещении | Москва           | эст. 4×400 м | 3     | 1:25,52   |
| 2017 | Чемпионат России             | Жуковский        | 400 м        | 3     | 46,41     |